# Gabriela Dunděrová
Gabriela Dunděrová (rozená Varhaníková, 3. února 1908 Vsetín – 1. července 1942 Kounicovy koleje) byl česká pedagožka a odbojářka v období druhé světové války popravená nacisty.

## Život

### Před druhou světovou válkou
Gabriela Varhaníková se narodila 3. února 1908 ve Vsetíně v rodině dílovedoucího Josefa Varhaníka a jeho ženy Marie. Působila jako učitelka v Bratřejově. V roce 1930 se vdala za čerstvě dostudovaného MUDr. Vladimíra Dunděru. Manželům se posléze narodily dvě děti. Vladimír Dunděra si v Kyjově zřídil ordinaci praktického lékaře a Gabriela Dunděrová poté zanechala pedagogické činnosti a pomáhala manželovi s ošetřováním pacientů a s administrativou. Ordinace se dvakrát stěhovala, podruhé v roce 1937 do vlastního nového domu čp. 616 postaveného dle návrhu architekta Josefa Poláška.

### Druhá světová válka
Po německé okupaci v březnu 1939 vstoupil její manžel do protinacistického odboje v řadách Obrany národa. V roce 1942 poskytli oba ošetření a podporu veliteli výsadku Zinc Oldřichu Pechalovi a jeho spolupracovníkovi Cyrilu Žižlavkému. Za to byli 22. června 1942 zatčeni gestapem, převezeni do brněnských Kounicových kolejích, kde byli 1. července téhož roku popraveni.

## Rodina
V roce 1931 se manželům Dunděrovým narodila dcera Helena, budoucí farmaceutka, později provdaná Minaříková, a v roce 1933 syn syn Jiří, pozdější lékař a publicista. Poté, co osiřeli, se jich ujali rodiče Gabrieli Dunděrové. Její švagr František Dunděra se za války stal příslušníkem Royal Air Force a v roce 1941 zahynul při cvičném letu.

## Posmrtná ocenění

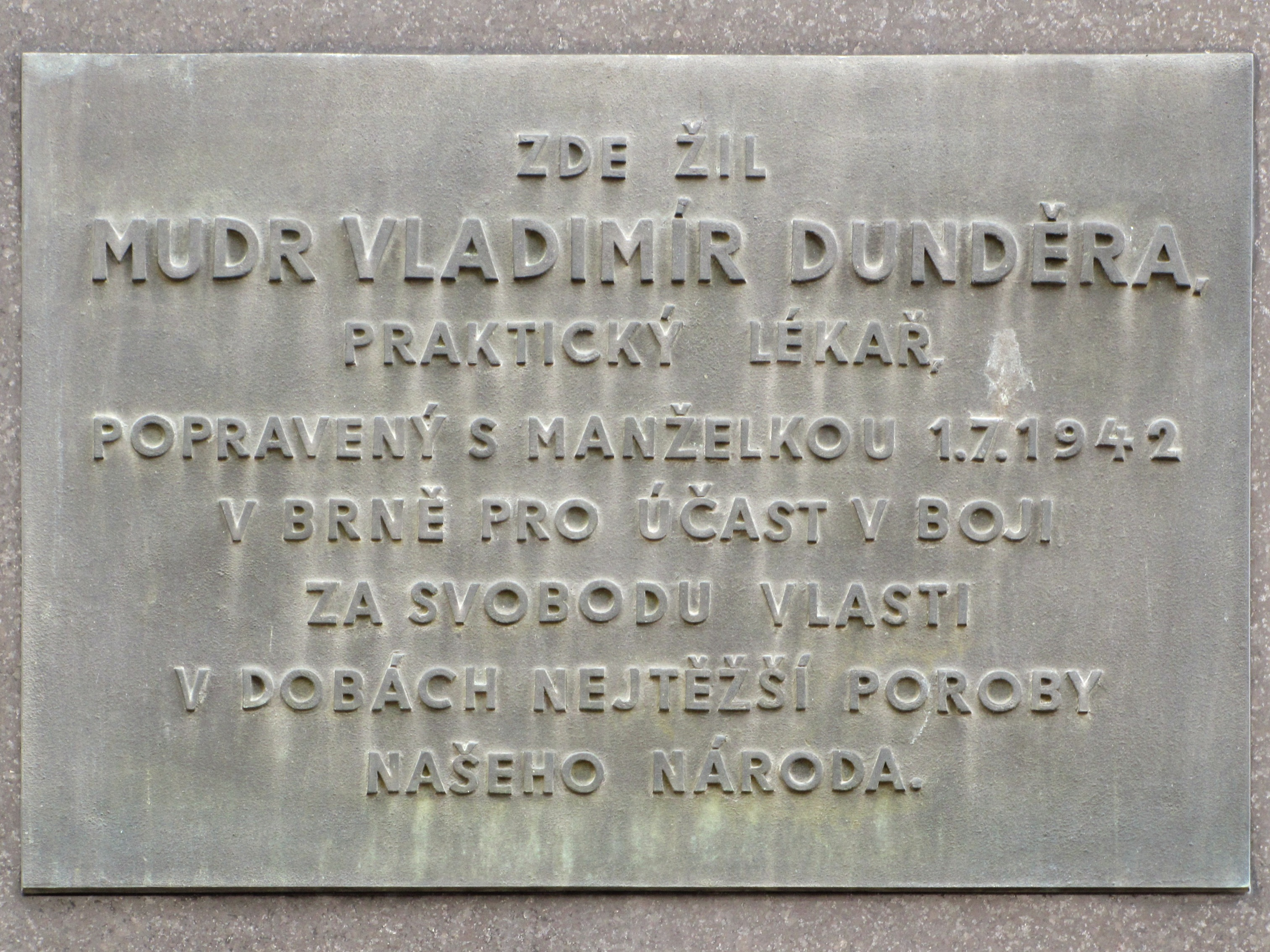
Pamětní deska manželů Dunděrových v Kyjově na domě čp. 616

- Gabriela Dunděrová obdržela in memoriam Československý válečný kříž 1939
- Na jejich domě čp. 616 v Kyjově byla manželům Dunděrovým odhalena pamětní deska[5]